# Sauce for the Goose (film 1918)
Sauce for the Goose è un film muto del 1918 diretto da Walter Edwards. La sceneggiatura di Julia Crawford Ivers si basa sull'omonimo lavoro teatrale di Geraldine Bonner e Hutchewayson Boyd, andato in scena a Broadway il 15 aprile 1911. Prodotto e distribuito dalla Select Pictures Corporation, il film aveva come interpreti Constance Talmadge, Harrison Ford, Vera Doria, Harland Tucker, Edna Mae Cooper, Lewis Willoughby, Jane Keckley.

## Trama

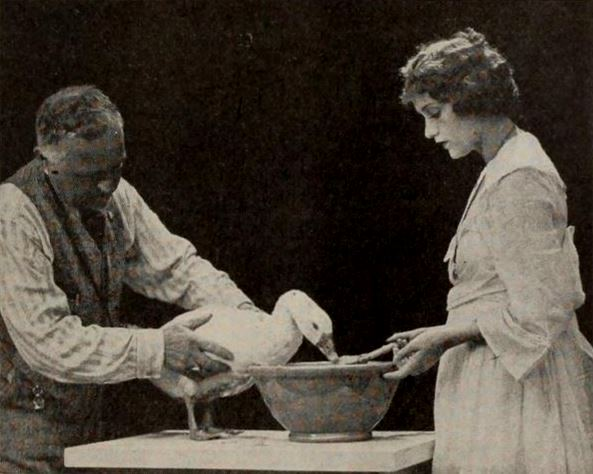
Attore non identificato con Constance Talmadge

Lo scrittore John Constable, pur se sposato, diventa preda delle mire di Margaret Alloway, un'affascinante vedova che, fingendo interesse per il suo lavoro, si offre di collaborare al suo nuovo libro, Women's Struggles. Kitty, la moglie trascurata di Constable, dapprima vive la sua situazione con sgomento ma poi, quando Margaret invita il marito a casa sua, decide di non fargliela passare liscia e progetta di rendergli pan per focaccia. Accetta la corte di Harry Travers, un attraente scapolo dalla fama di conquistatore, con il quale prima va all'opera, accettando poi l'invito di cenare a casa sua. Quando vede il biglietto che Kitty gli ha lasciato annunciandogli il programma della serata, Constable viene preso dal panico, consapevole della reputazione di Travers con le donne. Ma, quando arriva all'appartamento del suo supposto rivale, Kitty è scomparsa. Dopo una serie di avventure e di situazioni che parrebbero compromettenti ma che, invece, sono in realtà innocenti e che lo coinvolgono insieme alla vedova, a Travers e a Teddy Sylvester, un altro ammiratore di Margaret, lo scrittore si rende conto di preferire di gran lunga sua moglie alla pur conturbante vedova e torna ad essere, com'era prima, un marito affettuoso e pieno di attenzioni verso la fedele Kitty.

## Produzione
Il film fu prodotto dalla Select Pictures Corporation.

## Distribuzione
Il copyright del film, richiesto dalla Select Pictures Corp., fu registrato il 21 agosto 1918 con il numero LP12775.
Il film - distribuito dalla Select Pictures Corporation e presentato da Lewis J. Selznick - uscì nelle sale cinematografiche statunitensi il 10 agosto 1918. In Nuova Zelanda, il film venne distribuito nel settembre 1920.
Non si conoscono copie ancora esistenti della pellicola che viene considerata presumibilmente perduta.